# Parc naturel de Mazurie
Le parc naturel de Mazurie ou parc paysager de Mazurie (en polonais : Mazurski Park Krajobrazowy), est un parc naturel de Pologne, situé dans la région des lacs de Mazurie, voïvodie de Varmie-Mazurie. Créé en 1977, il couvre une superficie de 536,55 km2.

Logo du parc naturel de Mazurie.

## Faune

### Mammifères
- Cerf élaphe (Cervus elaphus)
- Chevreuil (Capreolus capreolus)
- Sanglier (Sus scrofa)
- Lièvre d'Europe (Lepus europaeus)
- Lièvre variable (Lepus timidus)
- Écureuil roux (Sciurus vulgaris)
- Renard roux (Vulpes vulpes)
- Chien viverrin (Nyctereutes procyonoides)
- Martre des pins (Martes martes)
- Fouine (Martes foina)
- Belette (Mustela nivalis)
- Putois (Mustela putorius)
- Hérisson commun (Erinaceus europaeus)
- Taupe d'Europe (Talpa europaea)
- Musaraigne (Sorex araneus)
- Chauve-souris (Chiroptera)
- Élan (Alces alces)
- Loup gris (Canis lupus)
- Loutre d'Europe (Lutra lutra)
- Hermine (Mustela erminea)
- Blaireau européen (Meles meles)
- Castor d'Europe (Castor fiber)
- Vison d'Amérique (Neovison vison)

### Oiseaux
- Pygargue à queue blanche (Haliaeetus albicilla)
- Balbuzard pêcheur (Pandion haliaetus)
- Aigle pomarin (Clanga pomarina)
- Cigogne noire (Ciconia nigra)
- Cigogne blanche (Ciconia ciconia)
- Grue cendrée (Grus grus)
- Hibou grand-duc (Bubo bubo)
- Tétras lyre (Lyrurus tetrix)
- Milan noir (Milvus migrans)
- Bondrée apivore (Pernis apivorus)
- Faucon hobereau (Falco subbuteo)
- Busard Saint-Martin (Circus cyaneus)
- Chouette de l'Oural (Strix uralensis)
- Grand Cormoran (Phalacrocorax carbo)
- Cygne tuberculé (Cygnus olor)
- Harle bièvre (Mergus merganser)
- Héron cendré (Ardea cinerea)
- Guifette noire (Chlidonias niger)
- Butor étoilé (Botaurus stellaris)
- Vanneau huppé (Vanellus vanellus)
- Pic noir (Dryocopus martius)
- Pic vert (Picus viridis)
- Gélinotte des bois (Tetrastes bonasia)
- Cassenoix moucheté (Nucifraga caryocatactes)
- Bec-croisé des sapins (Loxia curvirostra)
- Loriot d'Europe (Oriolus oriolus)
- Pigeon colombin (Columba oenas)
- Huppe fasciée (Upupa epops)
- Martin-pêcheur d'Europe (Alcedo atthis)
- Cincle plongeur (Cinclus cinclus)

### Insectes
- Machaon (Papilio machaon)
- Morio (Nymphalis antiopa)
- Vulcain (Vanessa atalanta)
- Grand mars changeant (Apatura iris)
- Capricorne du chêne (Cerambyx cerdo)
- Hanneton foulon (Polyphylla fullo)

## Flore
- Taxus
- Orchidaceae : Listère cordée (Neottia cordata), Listère à feuilles ovales (Neottia ovata), Sabot de Vénus (Cypripedium calceolus), Dactylorhize de mai (Dactylorhiza majalis), Épipactis des marais (Epipactis palustris), Épipactis pourpre noirâtre (Epipactis atrorubens), Goodyère rampante (Goodyera repens), Néottie nid d'oiseau (Neottia nidus-avis), Racine de corail (Corallorhiza trifida)
- Droséra à feuilles rondes (Drosera rotundifolia)
- Utriculaire commune (Utricularia vulgaris)
- Trolle d'Europe (Trollius europaeus)
- Iris de Sibérie (Iris sibirica)
- Glaïeul imbriqué (Gladiolus imbricatus)
- Œillet superbe (Dianthus superbus)
- Adenophora liliifolia
- Ancolie commune (Aquilegia vulgaris)
- Lis martagon (Lilium martagon)
- Anémone de prairie (Pulsatilla patens)
- Pulsatille des prés (Pulsatilla pratensis)
- Anémone sauvage (Anemone sylvestris)
- Campanule de Bologne (Campanula bononiensis)
- Mélitte à feuilles de mélisse (Melittis melissophyllum)
- Sceau de Salomon verticillé (Polygonatum verticillatum)

### Reliques glaciaires et boréales
- Cassandre caliculé (Chamaedaphne calyculata)
- Linnée boréale (Linnaea borealis)
- Polémoine bleue (Polemonium caeruleum)
- Carex chordorrhiza et Carex vaginata
- Saule fausse myrtille (Salix myrtilloides)
- Lycopode sélagine ([Huperzia selago)
- Linaigrette grêle (Eriophorum gracile)
- Camarine noire (Empetrum nigrum)
- Scheuchzeria palustris
- Carex limosa
- Vaccinium microcarpum

### Plantes aquatiques
- Cladium mariscus
- Sparganium natans
- Stuckenia filiformis
- Fontinalis dalecarlica
- Hildebrandtia rivularis
- Paludella squarrosa